# Quận Sumter, Alabama
Quận Sumter là một quận thuộc tiểu bang Alabama, Hoa Kỳ.
Quận này được đặt tên theo. Theo điều tra dân số của Cục điều tra dân số Hoa Kỳ năm 2010, quận có dân số 13.763 người. Quận lỵ đóng ở Livingston.